# Consiglio federale (Svizzera)

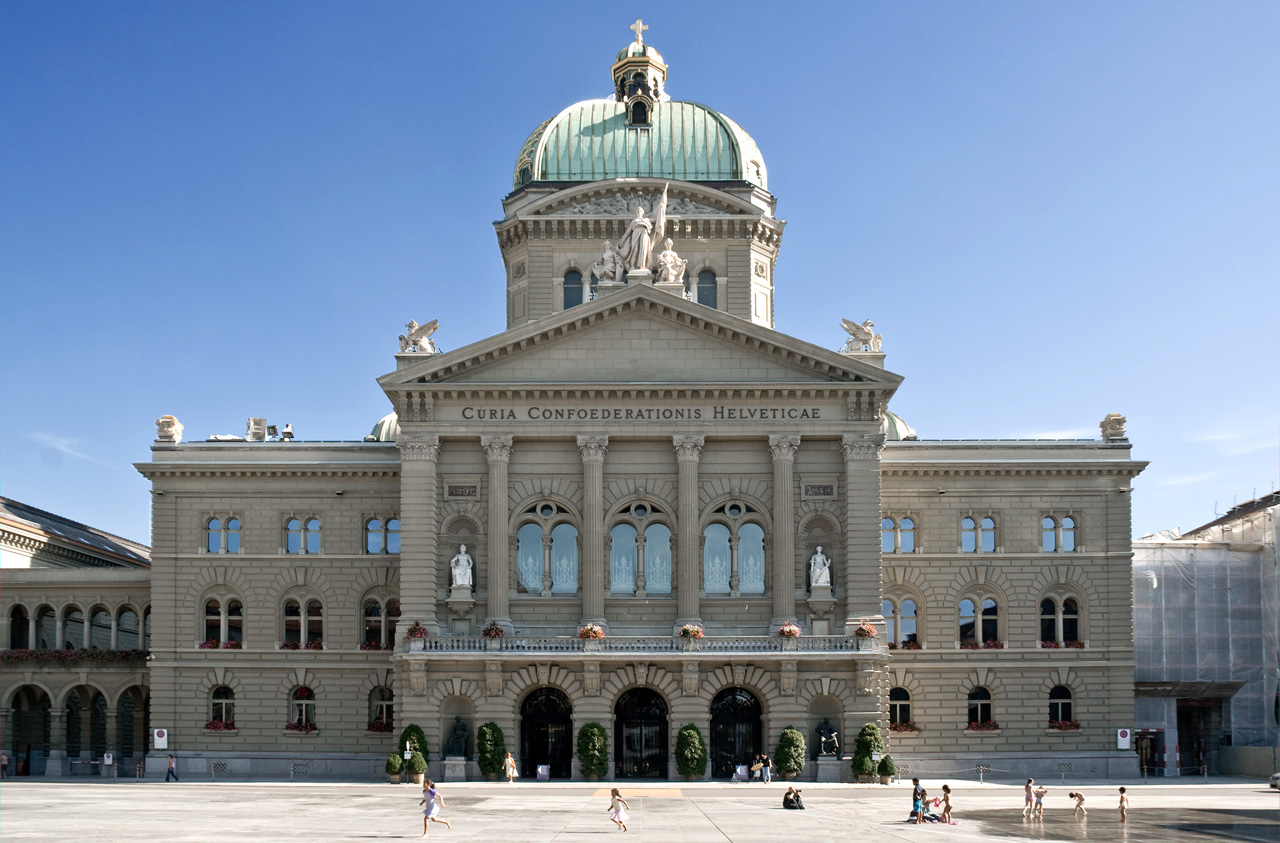
Il Palazzo federale sede del Consiglio federale.

Il Consiglio federale (in tedesco: Bundesrat, in francese: Conseil fédéral, in romancio: Cussegl federal) è l'organo esecutivo del governo della Confederazione Svizzera e come tale rappresenta la più alta autorità del paese. Il Consiglio federale rappresenta, attualmente, l'unico esempio di forma di governo direttoriale.

## Elezione
È composto da sette membri, detti consiglieri federali, eletti ogni quattro anni dall'Assemblea federale
Un consigliere federale non può essere destituito durante la legislatura, non essendo la mozione di sfiducia contemplata dalla costituzione svizzera. Anche una non-rielezione è un fatto molto raro che è successo solo dieci volte dal 1848, le ultime due il 10 dicembre 2003 (Ruth Metzler-Arnold non rieletta a favore di Christoph Blocher) e il 12 dicembre 2007 (Christoph Blocher non rieletto a favore di Eveline Widmer-Schlumpf). Salvo eccezioni che, come visto, si sono fatte frequenti a partire dal 2003 (dopo circa cinquant'anni di tranquillità garantiti dalla Formula magica), un consigliere federale è de facto non destituibile e può decidere la data del proprio ritiro a proprio piacimento. Per questa ragione i consiglieri federali svizzeri hanno una posizione più forte ed influente dei ministri di altri paesi.
Da questo fatto emerge la lunga durata dei mandati dei consiglieri federali (in media circa 10 anni). I periodi più lunghi nel XX secolo appartengono a Giuseppe Motta (dal 1911 al 1940) e a Philipp Etter (dal 1934 al 1959).
L'assemblea federale, composta da Consiglio nazionale e Consiglio degli Stati, elegge tra i sette consiglieri federali il presidente della Confederazione e il vicepresidente del Consiglio federale per il periodo di un anno. È tradizione che questa carica venga fatta ruotare fra tutti i membri del consiglio federale. Di solito un nuovo membro viene eletto dapprima vicepresidente e l'anno seguente presidente dopo essere stato sotto la presidenza di tutti i colleghi eletti prima di lui. Il presidente della Confederazione non ha nessun maggior potere (primus inter pares) in quanto si tratta di una carica puramente rappresentativa. Per l'anno 2025 Karin Keller-Sutter è la presidente della Confederazione e Guy Parmelin il vicepresidente.

## Attuale composizione del Consiglio federale
| Membri del Consiglio federale | Membri del Consiglio federale | Membri del Consiglio federale | Data entrata in carica | Partito                 | Cantone       | Dipartimenti                                                                                      |
| ----------------------------- | ----------------------------- | ----------------------------- | ---------------------- | ----------------------- | ------------- | ------------------------------------------------------------------------------------------------- |
|                               | Guy Parmelin                  |                               | 1º gennaio 2016        | UDC                     | Vaud          | Dipartimento federale dell'economia, della formazione e della ricerca, vicepresidente per il 2025 |
|                               | Ignazio Cassis                |                               | 1º novembre 2017       | PLR.I Liberali Radicali | Ticino        | Dipartimento federale degli affari esteri                                                         |
|                               | Karin Keller-Sutter           |                               | 1º gennaio 2019        | PLR.I Liberali Radicali | San Gallo     | Dipartimento federale delle finanze, presidente per il 2025                                       |
|                               | Albert Rösti                  |                               | 1º gennaio 2023        | UDC                     | Berna         | Dipartimento federale dell'ambiente, dei trasporti, dell'energia e delle comunicazioni            |
|                               | Élisabeth Baume-Schneider     |                               | 1º gennaio 2023        | PS                      | Giura         | Dipartimento federale dell'interno                                                                |
|                               | Beat Jans                     |                               | 1º gennaio 2024        | PS                      | Basilea Città | Dipartimento federale di giustizia e polizia                                                      |
|                               | Martin Pfister                |                               | 1º aprile 2025         | AdC                     | Zugo          | Dipartimento federale della difesa, della protezione della popolazione e dello sport              |

## Funzioni

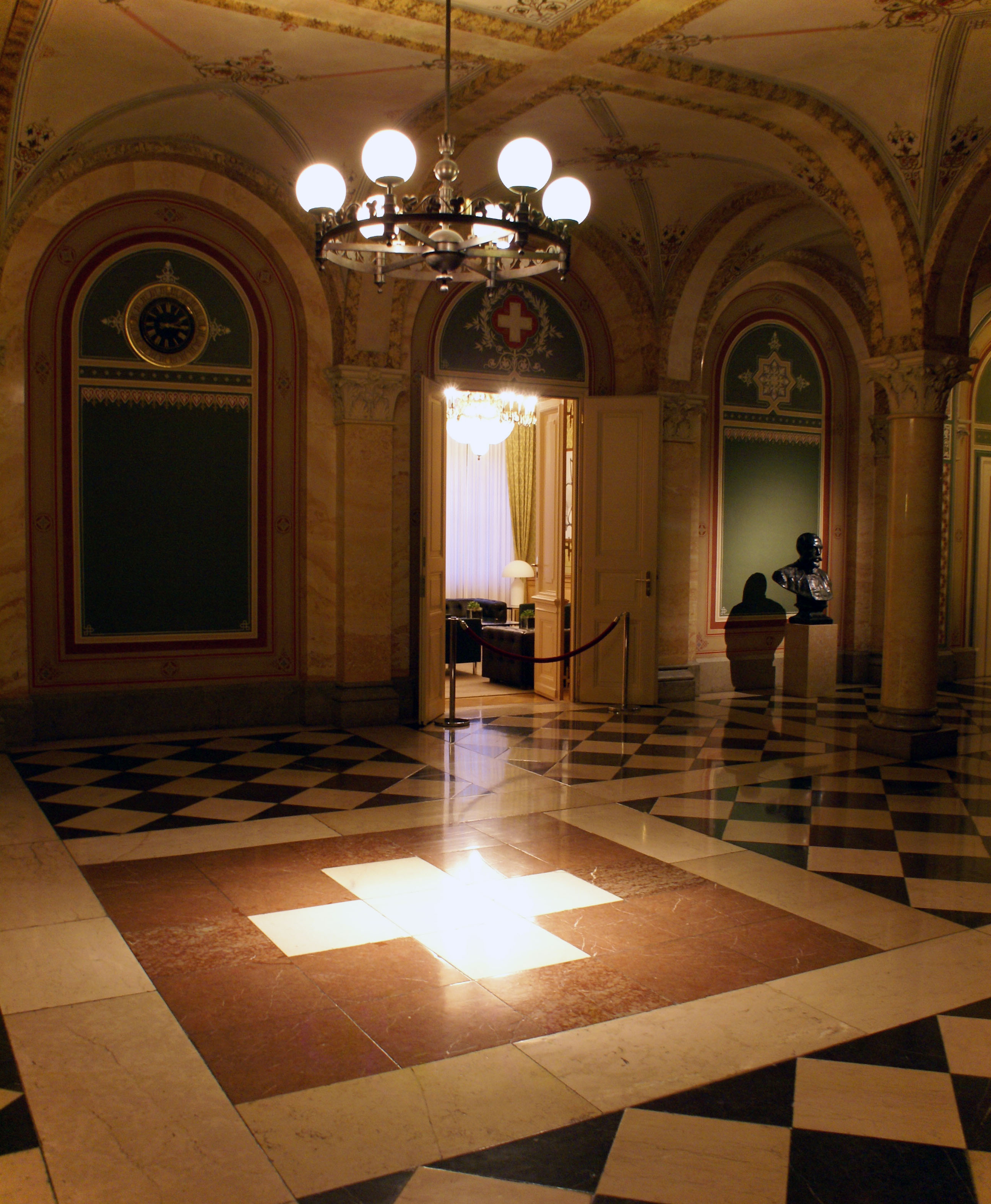
Interno del Palazzo federale

I sette consiglieri federali governano assieme su tutti gli affari del paese benché ognuno di loro presieda un dipartimento e sia così di fatto paragonabile a un ministro di un altro paese. L'assegnazione dei dipartimenti viene fatta dai consiglieri stessi dopo l'elezione del consiglio federale.
Le decisioni del consiglio federale vengono prese da tutti e sette i ministri per voto di maggioranza e sono presentate al parlamento e al pubblico dal consigliere responsabile del dipartimento in questione, anche se quest'ultimo aveva votato contro (principio di collegialità). Negli ultimi anni questo principio di collegialità è sovente oggetto di discussione sulla stampa e nei media in quanto sempre più spesso dei singoli consiglieri criticano in pubblico le decisioni del collegio.
Il consiglio federale è assistito dal Cancelliere della Confederazione, il quale dirige la Cancelleria federale. Il Cancelliere federale in carica è Viktor Rossi.

## Galleria d'immagini

### Dal 2020
| Foto | Consiglieri Federale |
| ---- | --- |
|      | Consiglio Federale 2025 - Viktor Rossi (Cancelliere) - Ignazio Cassis - Élisabeth Baume-Schneider - Karin Keller-Sutter (Presidente della Confederazione) - Albert Rösti - Guy Parmelin (Vicepresidente della Confederazione) - Beat Jans - Viola Amherd        |
|      | Consiglio Federale 2024 - Viktor Rossi (Cancelliere) - Élisabeth Baume-Schneider - Ignazio Cassis - Karin Keller-Sutter (Vicepresidente della Confederazione) - Viola Amherd (Presidente della Confederazione) - Guy Parmelin - Albert Rösti - Beat Jans        |
|      | Consiglio Federale 2023 - Walter Thurnherr (Cancelliere) - Albert Rösti - Ignazio Cassis - Viola Amherd (Vicepresidente della Confederazione) - Alain Berset (Presidente della Confederazione) - Guy Parmelin - Karin Keller-Sutter - Élisabeth Baume-Schneider |
|      | Consiglio Federale 2022 - Guy Parmelin - Alain Berset (Vicepresidente della Confederazione) - Simonetta Sommaruga - Viola Amherd - Walter Thurnherr (Cancelliere) - Ueli Maurer - Ignazio Cassis (Presidente della Confederazione) - Karin Keller-Sutter        |
|      | Consiglio Federale 2021 - Viola Amherd - Simonetta Sommaruga - Ignazio Cassis (Vicepresidente della Confederazione) - Guy Parmelin (Presidente della Confederazione) - Ueli Maurer - Alain Berset - Karin Keller-Sutter - Walter Thurnherr (Cancelliere)        |
|      | Consiglio Federale 2020 - Walter Thurnherr (Cancelliere) - Viola Amherd - Guy Parmelin (Vicepresidente della Confederazione) - Alain Berset - Simonetta Sommaruga (Presidente della Confederazione) - Ignazio Cassis - Ueli Maurer - Karin Keller-Sutter        |

### 2010-2019
| Foto | Consiglieri Federale |
| ---- | --- |
|      | Consiglio Federale 2019 - Viola Amherd - Simonetta Sommaruga (Vicepresidente della Confederazione) - Guy Parmelin - Ueli Maurer (Presidente della Confederazione) - Ignazio Cassis - Alain Berset - Karin Keller-Sutter - Walter Thurnherr (Cancelliere)                                                  |
|      | Consiglio Federale 2018 - Guy Parmelin - Simonetta Sommaruga - Ueli Maurer (Vicepresidente della Confederazione) - Alain Berset (Presidente della Confederazione) - Doris Leuthard - Johann Schneider-Ammann - Ignazio Cassis - Walter Thurnherr (Cancelliere)                                            |
|      | Consiglio Federale 2017 - Alain Berset (Vicepresidente della Confederazione) - Doris Leuthard (Presidente della Confederazione) - Didier Burkhalter - Ueli Maurer - Guy Parmelin - Johann Schneider-Ammann - Simonetta Sommaruga - Walter Thurnherr (Cancelliere)                                         |
|      | Consiglio Federale 2016 (da sinistra a destra) - Alain Berset - Didier Burkhalter - Doris Leuthard (Vicepresidente della Confederazione) - Johann Schneider-Ammann (Presidente della Confederazione) - Ueli Maurer - Simonetta Sommaruga - Guy Parmelin - Walter Thurnherr (Cancelliere)                  |
|      | Consiglio Federale 2015 - Didier Burkhalter - Johann Schneider-Ammann (Vicepresidente della Confederazione) - Eveline Widmer-Schlumpf - Doris Leuthard - Ueli Maurer - Simonetta Sommaruga (Presidente della Confederazione) - Alain Berset - Corina Casanova (Cancelliera)                               |
|      | Consiglio Federale 2014 - Johann Schneider-Ammann - Eveline Widmer-Schlumpf - Simonetta Sommaruga (Vicepresidente della Confederazione) - Didier Burkhalter (Presidente della Confederazione) - Doris Leuthard - Ueli Maurer - Alain Berset - Corina Casanova (Cancelliera)                               |
|      | Consiglio Federale 2013 - Johann Schneider-Ammann - Simonetta Sommaruga - Didier Burkhalter (Vicepresidente della Confederazione) - Eveline Widmer-Schlumpf - Ueli Maurer (Presidente della Confederazione) - Alain Berset - Doris Leuthard - Corina Casanova (Cancelliera)                               |
|      | Consiglio Federale 2012 - Johann Schneider-Ammann - Didier Burkhalter - Ueli Maurer (Vicepresidente della Confederazione) - Eveline Widmer-Schlumpf (Presidente della Confederazione) - Doris Leuthard - Simonetta Sommaruga - Alain Berset - Corina Casanova (Cancelliera)                               |
|      | Consiglio Federale 2011 - Johann Schneider-Ammann - Didier Burkhalter - Doris Leuthard - Micheline Calmy-Rey (Presidente della Confederazione) - Eveline Widmer-Schlumpf (Vicepresidente della Confederazione) - Ueli Maurer - Simonetta Sommaruga - Corina Casanova (Cancelliera)                        |
|      | Consiglio Federale 2010 (dal 1º novembre 2010) - Didier Burkhalter - Eveline Widmer-Schlumpf - Johann Schneider-Ammann - Doris Leuthard (Presidente della Confederazione) - Micheline Calmy-Rey (Vicepresidente della Confederazione) - Simonetta Sommaruga - Ueli Maurer - Corina Casanova (Cancelliera) |
|      | Consiglio Federale 2010 (dal 1º gennaio 2010) - Didier Burkhalter - Corina Casanova (Cancelliera) - Eveline Widmer-Schlumpf - Ueli Maurer - Micheline Calmy-Rey - Hans-Rudolf Merz - Doris Leuthard (Presidente della Confederazione) - Moritz Leuenberger (Vicepresidente della Confederazione)          |

### 2000 - 2009
| Foto | Consigliere Federale |
| ---- | --- |
|      | Consiglio Federale 2009 (dal 1º novembre 2009) - Didier Burkhalter - Eveline Widmer-Schlumpf - Moritz Leuenberger - Hans-Rudolf Merz (Presidente della Confederazione) - Doris Leuthard (Vicepresidente della Confederazione) - Micheline Calmy-Rey - Ueli Maurer - Corina Casanova (Cancelliera) |
|      | Consiglio Federale 2009 (dal 1º gennaio 2009) - Ueli Maurer - Micheline Calmy-Rey - Moritz Leuenberger - Hans-Rudolf Merz (Presidente della Confederazione) - Doris Leuthard (Vicepresidente della Confederazione) - Pascal Couchepin - Eveline Widmer-Schlumpf - Corina Casanova (Cancelliera)   |
|      | Consiglio Federale 2008 - Pascal Couchepin (Presidente della Confederazione) - Eveline Widmer-Schlumpf - Moritz Leuenberger - Micheline Calmy-Rey - Samuel Schmid - Doris Leuthard - Hans-Rudolf Merz (Vicepresidente della Confederazione) - Corina Casanova (Cancelliera)                       |
|      | Consiglio Federale 2007 - Micheline Calmy-Rey (Presidente della Confederazione) - Doris Leuthard - Christoph Blocher - Moritz Leuenberger - Pascal Couchepin (Vicepresidente della Confederazione) - Samuel Schmid - Hans-Rudolf Merz - Annemarie Huber-Hotz (Cancelliera)                        |
|      | Consiglio Federale 2006 (dal 1º agosto 2006) - Moritz Leuenberger (Presidente della Confederazione) - Doris Leuthard - Christoph Blocher - Micheline Calmy-Rey (Vicepresidente della Confederazione) - Pascal Couchepin - Samuel Schmid - Hans-Rudolf Merz - Annemarie Huber-Hotz (Cancelliera)   |
|      | Consiglio Federale 2006 (dal 1º gennaio 2006) - Moritz Leuenberger (Presidente della Confederazione) - Joseph Deiss - Christoph Blocher - Micheline Calmy-Rey (Vicepresidente della Confederazione) - Pascal Couchepin - Samuel Schmid - Hans-Rudolf Merz - Annemarie Huber-Hotz (Cancelliera)    |
|      | Consiglio Federale 2005 - Samuel Schmid (Presidente della Confederazione) - Joseph Deiss - Christoph Blocher - Moritz Leuenberger (Vicepresidente della Confederazione) - Micheline Calmy-Rey - Pascal Couchepin - Hans-Rudolf Merz - Annemarie Huber-Hotz (Cancelliera)                          |
|      | Consiglio Federale 2004 - Joseph Deiss (Presidente della Confederazione) - Christoph Blocher - Moritz Leuenberger - Micheline Calmy-Rey - Pascal Couchepin - Samuel Schmid (Vicepresidente della Confederazione) - Hans-Rudolf Merz - Annemarie Huber-Hotz (Cancelliera)                          |
|      | Consiglio Federale 2003 - Joseph Deiss - Kaspar Villiger - Moritz Leuenberger - Micheline Calmy-Rey - Pascal Couchepin (Presidente della Confederazione) - Samuel Schmid - Ruth Metzler-Arnold (Vicepresidente della Confederazione) - Annemarie Huber-Hotz (Cancelliera)                         |
|      | Consiglio Federale 2002 - Kaspar Villiger (Presidente della Confederazione) - Joseph Deiss - Ruth Metzler-Arnold - Moritz Leuenberger - Ruth Dreifuss - Pascal Couchepin (Vicepresidente della Confederazione) - Samuel Schmid - Annemarie Huber-Hotz (Cancelliera)                               |
|      | Consiglio Federale 2001 - Moritz Leuenberger (Presidente della Confederazione) - Joseph Deiss - Ruth Metzler-Arnold - Ruth Dreifuss - Pascal Couchepin - Samuel Schmid - Kaspar Villiger (Vicepresidente della Confederazione) - Annemarie Huber-Hotz (Cancelliera)                               |
|      | Consiglio Federale 2000 - Adolf Ogi (Presidente della Confederazione) - Joseph Deiss - Ruth Metzler - Ruth Dreifuss - Pascal Couchepin - Moritz Leuenberger (Vicepresidente della Confederazione) - Kaspar Villiger - Annemarie Huber-Hotz (Cancelliera)                                          |

### 1990 - 1999
| Foto | Consigliere Federale |
| ---- | --- |
|      | Consiglio Federale 1999 - Ruth Dreifuss (Presidente della Confederazione) - Pascal Couchepin - Flavio Cotti - Adolf Ogi (Vicepresidente della Confederazione) - Arnold Koller - Kaspar Villiger - Moritz Leuenberger - François Couchepin (Cancelliere)      |
|      | Consiglio Federale 1998 - Flavio Cotti (Presidente della Confederazione) - Adolf Ogi - Moritz Leuenberger - Ruth Dreifuss (Vicepresidente della Confederazione) - Kaspar Villiger - Pascal Couchepin - Arnold Koller - François Couchepin (Cancelliere)      |
|      | Consiglio Federale 1998 - Flavio Cotti (Presidente della Confederazione) - Ruth Dreifuss (Vicepresidente della Confederazione) - Jean-Pascal Delamuraz - Arnold Koller - Adolf Ogi - Kaspar Villiger - Moritz Leuenberger - François Couchepin (Cancelliere) |
|      | Consiglio Federale 1997 - Arnold Koller (Presidente della Confederazione) - Flavio Cotti (Vicepresidente della Confederazione) - Jean-Pascal Delamuraz - Adolf Ogi - Kaspar Villiger - Ruth Dreifuss - Moritz Leuenberger - François Couchepin (Cancelliere) |
|      | Consiglio Federale 1996 - Jean-Pascal Delamuraz (Presidente della Confederazione) - Ruth Dreifuss - Adolf Ogi - Arnold Koller (Vicepresidente della Confederazione) - Flavio Cotti - Kaspar Villiger - Moritz Leuenberger - François Couchepin (Cancelliere) |
|      | Consiglio Federale 1995 - Kaspar Villiger (Presidente della Confederazione) - Jean-Pascal Delamuraz (Vicepresidente della Confederazione) - Adolf Ogi - Arnold Koller - Flavio Cotti - Otto Stich - Ruth Dreifuss - François Couchepin (Cancelliere)         |
|      | Consiglio Federale 1994 - Otto Stich (Presidente della Confederazione) - Adolf Ogi - Arnold Koller - Kaspar Villiger (Vicepresidente della Confederazione) - Jean-Pascal Delamuraz - Flavio Cotti - Ruth Dreifuss - François Couchepin (Cancelliere)         |
|      | Consiglio Federale 1993 - Adolf Ogi (Presidente della Confederazione) - Kaspar Villiger - Arnold Koller - Otto Stich (Vicepresidente della Confederazione) - Jean-Pascal Delamuraz - Flavio Cotti - Ruth Dreifuss - François Couchepin (Cancelliere)         |

## Procedura di consultazione
L'art. 147 della Costituzione elvetica prevede il diritto di partecipazione della società civile al processo decisionale e legislativo, disponendo in combinato disposto all'art. 164 che «tutte le disposizioni importanti che contengono norme di diritto sono emanate sotto forma di legge federale».
Tali articoli sono recepiti dalla Legge federale sulla procedura di consultazione del 18 marzo 2005. La procedura di consultazione ha lo scopo di «far partecipare i Cantoni, i partiti e gli ambienti interessati al processo di formazione dell'opinione e delle decisioni della Confederazione».
La procedura prevede che il Consiglio Federale per tramite dei Dipartimenti federali interessati pubblichi nel sito istituzionale e pubblicizzi una bozza preliminare e una relazione esplicativa del testo legislativo, invitando nonimativamente singole persone e organizzazioni ad esprimere i loro pareri consultivi in forma scritta. La documentazione deve essere redatta nelle tre lingue ufficiali, motivata ai sensi della legge e depositata presso la Cancelleria Federale che provvede a inoltrarne copia ai destinatari interessati.

La consultazione può essere indetta anche dalla Cancelleria federale o da un’unità dell’Amministrazione federale.
Le consultazioni coinvolgono partiti politici, associazioni sindacali e di categoria, gruppi d'interesse e gruppi di pressione, fra gli altri. Secondo la legge (art. 7) non è prevista alcuna forma di legittimazione passiva ad agire: qualsiasi privato cittadino o organizzazione hanno titolo per partecipare.

Salvo eccezioni nelle quali è ammessa la conferenza, l'intero procedimento si svolge in forma scritta e si conclude entro un termine perentorio di tre mesi dalla pubblicazione dell'avviso di consultazione pubblica.
Tutti i pareri espressi e i verbali delle eventuali conferenze sono pubblici e liberamente consultabili da chiunque. Oltre alle fasi preliminari di avvio, la Cancelleria Federale è l'autorità federale incaricata di pubblicare la documentazione conclusiva nei siti dei richiedenti la procedura.
Le procedure di consultazione sono prevalentemente attivate dall'iniziativa del Consiglio Federale.